# David de la Fuente
David de la Fuente Rasilla (Reinosa, 4 maggio 1981) è un ex ciclista su strada spagnolo.

## Carriera
Passato professionista nel 2003 con la Vini Caldirola-Saunier Duval, formazione italiana, dal 2004 al 2009 ha corso nella spagnola Fuji-Servetto (nota in precedenza come Saunier Duval e Scott). Nel 2010 ha gareggiato per l'Astana, prima del rientro alla corte di Mauro Gianetti, alla Geox-TMC, nel 2011.
Oltre a tre vittorie da professionista, vanta in palmarès il premio per la combattività al Tour de France 2006, edizione nella quale si classificò anche al secondo posto della speciale classifica per scalatori, dietro a Michael Rasmussen.

## Palmarès
- 2007

Gran Premio de Llodio
- 2008

2ª tappa Giro di Germania (Monaco > Hasselberg)
- 2009

Gran Premio Miguel Indurain
- 2013

2ª tappa Tour of Qinghai Lake (Huzhou > Guide)
- 2015

3ª tappa Troféu Joaquim Agostinho (São Martinho do Porto > Carvoeira)

### Altri successi
- 2006

Premio per la combattività Tour de France
- 2007

Classifica scalatori Volta a la Comunitat Valenciana
- 2016

Classifica scalatori Gran Prémio Liberty Seguros - Troféu Alpendre

## Piazzamenti

### Grandi Giri
- Tour de France

2006: 56º
2007: 49º
2008: ritirato
2010: 110º
- Vuelta a España

2003: 156º
2005: ritirato (14ª tappa)
2006: 71º
2007: 96º
2011: 35º
2012: 65º